# Censimento degli Stati Uniti d'America del 1840
Il censimento degli Stati Uniti d'America del 1840 fu il sesto censimento condotto negli Stati Uniti d'America. Fu indetto il 1º giugno 1840 durante la presidenza di Martin Van Buren. Determinò che la popolazione residente era composta da 17 069 453 persone con un incremento del 32,7% rispetto al censimento del 1830.
La popolazione includeva anche 2 487 355 schiavi.
Il centro della popolazione era posto a 260 miglia ovest da Washington.

## Dati
All'atto del censimento vennero richieste le seguenti informazioni:
- Nome del campo famiglia
- Indirizzo
- Numero di persone bianche libere maschi e femmine
  - in scaglioni di 5 anni a partire dai 20 anni
  - in scaglioni di 10 anni dai 20 ai 100 anni
  - 100 anni e oltre
- Numero di schiavi e persone di colore in 6 gruppi di età
- Numero di sordi e muti
- Numero di non vedenti
- numero di folle e idiota in carica pubblica o privata
- numero di persone in ogni famiglia impiegati in sette classi di occupazione
- numero di scuole e il numero di studiosi
- numero di bianchi oltre 20 anni che non sanno leggere e scrivere
- numero di pensionati per il servizio militare o rivoluzionario